# Seduttore a domicilio
Seduttore a domicilio (Loverboy) è un film del 1989 diretto da Joan Micklin Silver e interpretato da Patrick Dempsey.

## Trama
Randy, un giovane studente, svogliato al college, decide di andare a lavorare come fattorino per una pizzeria con consegna a domicilio. Una serie di circostanze lo trasformeranno in gigolò.

## Distribuzione
È uscito nelle sale cinematografiche statunitensi il 28 aprile 1989.